# The Last of Us (франшиза)
The Last of Us (укр. Останні з нас) — франшиза пригодницьких відеоігор, створена компанією Naughty Dog та видана Sony Interactive Entertainment. Дія серії розгортається в постапокаліптичних Сполучених Штатах, спустошених істотами-людожерами, зараженими мутованим грибком роду кордицепс. Історія розповідає про кількох вцілілих, серед яких Джоел, контрабандист, який втратив доньку під час початку спалаху; Еллі, молода дівчина, яка має імунітет до інфекції; та Еббі, солдат, яка стає учасницею конфлікту між її ополченням та релігійним культом. В іграх використовується перспектива від третьої особи, в якій гравець бореться з ворожими людьми та канібалістичними істотами, використовуючи вогнепальну зброю, підручні засоби та стелс.
Ігровий режисер Брюс Стрелі та креативний директор Ніл Дракманн керували розробкою першої гри, The Last of Us, яка вийшла для PlayStation 3 у червні 2013 року. У лютому 2014 року вийшло доповнення The Last of Us: Left Behind, яке можна завантажити і яке розповідає про Еллі та її найкращу подругу Райлі. Ремастер-версія The Last of Us Remastered була випущена для PlayStation 4 у липні 2014 року. Дракманн продовжив керувати розробкою сиквелу The Last of Us Part II, який вийшов для PlayStation 4 у червні 2020 року. Ремейк першої гри під назвою The Last of Us Part I вийшов для PlayStation 5 у вересні 2022 року, а для Windows - у березні 2023 року.
Серія отримала схвальні відгуки критиків і здобула численні нагороди, зокрема кілька визнань «Гра року»; перша гра була названа однією з найкращих відеоігор, коли-небудь створених, а друга отримала понад 320 нагород «Гра року». Ігри серії є одними з найбільш продаваних на PlayStation 3 та PlayStation 4. Станом на січень 2023 року франшиза продала понад 37 мільйонів ігор по всьому світу. Високі продажі та підтримка серії призвели до розширення франшизи в інших медіа, включаючи комікс у 2013 році, телевізійну адаптацію на HBO, а також майбутні настільні ігри від Themeborne і CMON.

## Медіа

### Відеоігри
| 2013 | The Last of Us              |
| 2014 | The Last of Us: Left Behind |
| 2014 | The Last of Us Remastered   |
| 2015 |                             |
| 2016 |                             |
| 2017 |                             |
| 2018 |                             |
| 2019 |                             |
| 2020 | The Last of Us Part II      |
| 2021 |                             |
| 2022 | The Last of Us Part I       |
| 2023 |                             |
| 2024 |                             |

The Last of Us вийшла для PlayStation 3 14 червня 2013 року. Ремастер-версію під назвою The Last of Us Remastered було випущено для PlayStation 4 у липні 2014 року. Через двадцять років після втрати доньки Сари під час спалаху мутантного грибка кордицепс, контрабандист Джоел отримує завдання супроводжувати Еллі, дівчинку-підлітка, яка має імунітет до інфекції, через постапокаліптичні Сполучені Штати, щоб революційна група «Світляки» могла створити ліки. Під час подорожі вони зближуються, переживши кілька травматичних подій. Після прибуття до Солт-Лейк-Сіті Еллі готують до операції, під час якої лікарі мають витягнути гриб, який розрісся у її мозку, тим самим вбиваючи її. Не бажаючи дати їй померти, Джоел з боєм пробивається до операційної, вбиває провідного хірурга і переносить непритомну Еллі в безпечне місце. Коли Еллі прокидається, Джоел бреше їй, стверджуючи, що спроби створити ліки не увінчалися успіхом.
The Last of Us: Left Behind вийшла для PlayStation 3 14 лютого 2014 року. Доповнення до The Last of Us, Left Behind, яке можна завантажити, увійшло до Remastered для PlayStation 4 у 2014 році, а 12 травня 2015 року вийшло як окреме доповнення для PlayStation 3 і PlayStation 4. Події гри відбуваються за три тижні до подій основної гри, коли Еллі проводить час зі своєю найкращою подругою Райлі в покинутому торговому центрі в Бостоні. Райлі розповідає, що її переводять до групи Світляків в іншому місті. Еллі слізно благає Райлі не їхати; Райлі погоджується і зриває з себе кулон Світляків, спонукаючи Еллі поцілувати її. Їх атакують заражені, і обох кусають. Вони ненадовго замислюються над тим, щоб застрелитися, аби запобігти зараженню, але натомість вирішують провести свої останні години разом.
The Last of Us Part II вийшла для PlayStation 4 19 червня 2020 року. Через чотири роки після подій першої гри Еббі Андерсон вистежує і вбиває Джоела, щоб помститися за вбивство свого батька, головного хірурга Світляків. Еллі та її дівчина Діна вирушають до Сіетла, щоб розшукати Еббі. Протягом трьох днів Еллі вбиває кількох друзів Еббі, а Еббі знайомиться з Левом, якого затаврували як відступника за те, що він порушив традиції релігійного культу Серафітів. Після того, як Еббі знаходить своїх друзів мертвими, вона розшукує Еллі і перемагає її, але за наполяганням Лева залишає їх в живих. Кілька місяців потому Еллі та Діна живуть на фермі. Еллі знову вирушає на пошуки Еббі в Санта-Барбару; вона знаходить Еббі та Лева в полоні і змушує Еббі битися. Еллі перемагає її, але потім передумує і залишає її в живих. Еббі та Лев відпливають до залишків «Світляків», а Еллі повертається до ферми і знаходить її порожньою.
The Last of Us Part I вийшла для PlayStation 5 2 вересня 2022 року, а для Windows - 28 березня 2023 року. Це ремейк першої гри, що відрізняється переглянутим ігровим процесом, переробленим штучним інтелектом, покращеною продуктивністю та розширеними можливостями доступу.
Наразі в розробці знаходиться окрема багатокористувацька гра без назви.

### Інше медіа
| 2013 | The Last of Us: Американські мрії |
| 2014 | The Last of Us: One Night Live    |
| 2015 |                                   |
| 2016 |                                   |
| 2017 |                                   |
| 2018 |                                   |
| 2019 |                                   |
| 2020 |                                   |
| 2021 |                                   |
| 2022 |                                   |
| 2023 | Телесеріал- сезон 1               |
| 2023 | Halloween Horror Nights           |
| 2024 | The Last of Us: Escape the Dark   |
| TBA  | The Last of Us: The Board Game    |
| TBA  | Телесеріал - сезон 2              |

Чотири випуски коміксів The Last of Us: Американські мрії були опубліковані видавництвом Dark Horse Comics з квітня по липень 2013 року. Написані креативним директором гри Нілом Дракманом та проілюстровані Фейт Ерін Хікс, комікси слугують приквелом до гри, розповідаючи про подорож молодших Еллі та Райлі. На презентації The Last of Us: One Night Live 28 липня 2014 року актори гри наживо прочитали вибрані сцени в Санта-Моніці, Каліфорнія, під живу музику композитора гри Густаво Сантаолальї. Виступ був організований і зрежисований Друкманном, а графіка виконана Алексом Гоббсом.
На The Last of Us Day у вересні 2020 року CMON оголосила, що розробляє настільну гру The Last of Us: The Board Game, засновану на серії, яка зосередиться на дослідженні, розповіді та елементах виживання. Інша настільна гра, The Last of Us: Escape the Dark, була анонсована в листопаді 2022 року, вироблена Naughty Dog і Themeborne; гра дозволить до п'яти гравцям спробувати врятуватися від ворогів, досліджуючи локації з гри. Реліз заплановано на початок 2024 року.
Щоб відсвяткувати десяту річницю першої гри у 2023 році, в кінотеатрі Universal Orlando з 1 вересня та Universal Studios Hollywood з 7 вересня було створено будинок з привидами в рамках Halloween Horror Nights, які триватимуть до 31 жовтня. У атракціоні гості мандрують карантинною зоною Піттсбурга разом з іншими вцілілими, а також Джоелом та Еллі, і стикаються з ворогами з гри, включаючи інфікованих, рейдерів та мисливців. Universal співпрацювала з Naughty Dog та Дракманом, які запропонували місце дії - Піттсбург. Трой Бейкер та Ешлі Джонсон записали додаткові діалоги як Джоел та Еллі відповідно.

### Скасовані фільми
6 березня 2014 року Sony оголосила, що Screen Gems буде розповсюджувати екранізацію The Last of Us, написану Дракманом і зрежисовану Семом Реймі. До січня 2015 року Дракманн написав другий варіант сценарію і провів його читку з деякими акторами. Після цього роботи було дуже мало, оскільки у квітні 2016 року Дракманн заявив, що фільм потрапив у виробниче пекло. У листопаді 2016 року Реймі заявив, що робота над фільмом зайшла в глухий кут після того, як у Sony виникли розбіжності з Дракманом. У 2021 році Дракманн заявив, що фільм розвалився, оскільки студія зосередилася на великих екшн-сценах, тоді як він вважав, що до Останніх з нас краще підходити як до невеликого інді-фільму. Акторка Мейсі Вільямс висловила ентузіазм щодо ролі Еллі і вела переговори з Дракманом і Реймі, а Кейтлін Девер брала участь у читці сценарію.

### Телесеріали
У березні 2020 року було оголошено, що телевізійна адаптація гри перебуває на стадії планування у HBO; офіційно вона отримала зелене світло в листопаді 2020 року. Дракманн і Крейг Мезін написали сценарій і виступили виконавчими продюсерами серіалу, а також зрежисували окремі епізоди; Алі Аббасі, Пітер Хоар, Лайза Джонсон, Джеремі Вебб і Ясміла Жбанич також зрежисували окремі епізоди, а серед інших виконавчих продюсерів - Керолін Штраус і Роуз Лам, президент Naughty Dog Еван Веллс, а також Асад Кізілбаш і Картер Свон з PlayStation Productions. Серіал є спільним виробництвом Sony Pictures Television, PlayStation Productions, Naughty Dog, The Mighty Mint та Word Games; це перше шоу, вироблене PlayStation Productions. Сантаолалья та Девід Флемінг написали музику.
У серіалі зіграли Педро Паскаль і Белла Рамзі в ролях Джоела та Еллі відповідно. Габріель Луна грає Томмі, Мерл Дендрідж повторює роль Марлін, а Анна Торв грає Тесс. Дракманн зазначив, що деякі сценарії серіалу запозичують діалоги безпосередньо з гри, тоді як інші відхиляються більш суттєво; деякі навчальні послідовності гри, насичені екшеном, були змінені, щоб зосередитися на драмі персонажів серіалу, на прохання HBO. Зйомки серіалу проходили в Альберті, Канада, з липня 2021 року по червень 2022 року, а його дебют відбувся 15 січня 2023 року на телеканалах HBO та HBO Max. 27 січня 2023 року, менш ніж за два тижні після прем'єри, HBO продовжив серіал на другий сезон.

## Актори та персонажі
| Персонаж | Відеоігри                             | Відеоігри                          | Відеоігри                     | Сценічна адаптація                    | Park attraction                | Телесеріал        | Телесеріал    |
| Персонаж | The Last of Us / Part I (2013 / 2022) | The Last of Us: Left Behind (2014) | The Last of Us Part II (2020) | The Last of Us: One Night Live (2014) | Halloween Horror Nights (2023) | Останні з нас     | Останні з нас |
| Персонаж | The Last of Us / Part I (2013 / 2022) | The Last of Us: Left Behind (2014) | The Last of Us Part II (2020) | The Last of Us: One Night Live (2014) | Halloween Horror Nights (2023) | Сезон 1 (2023)    | Сезон 2       |
| -------- | ------------------------------------- | ---------------------------------- | ----------------------------- | ------------------------------------- | ------------------------------ | ----------------- | ------------- |
| Джоел    | Трой Бейкер                           | Трой Бейкер                        | Трой Бейкер                   | Трой Бейкер                           | Трой Бейкер                    | Педро Паскаль     | Педро Паскаль |
| Еллі     | Ешлі Джонсон                          | Ешлі Джонсон                       | Ешлі Джонсон                  | Ешлі Джонсон                          | Ешлі Джонсон                   | Белла Рамзі       | Белла Рамзі   |
| Сара     | Хана Хейз                             |                                    | фотографія                    | Хана Хейз                             |                                | Ніко Паркер       |               |
| Томмі    | Джеффрі Пірс                          |                                    | Джеффрі Пірс                  |                                       |                                | Габріель Луна     | Габріель Луна |
| Тесс     | Енні Вершинг                          |                                    |                               | Енні Вершинг                          |                                | Анна Торв         |               |
| Роберт   | Робін Аткін Даунс                     |                                    |                               |                                       |                                | Брендан Флетчер   |               |
| Марлін   | Мерл Дендрідж                         |                                    | Мерл Дендрідж                 | Мерл Дендрідж                         |                                | Мерл Дендрідж     |               |
| Білл     | Вільям Ерл Браун                      |                                    | згаданий                      |                                       |                                | Нік Офферман      |               |
| Генрі    | Брендон Скотт                         |                                    |                               |                                       |                                | Ламар Джонсон     |               |
| Сем      | Наджі Джетер                          |                                    |                               |                                       |                                | Кейвонн Вудард    |               |
| Марія    | Ешлі Скотт                            |                                    | Ешлі Скотт                    |                                       |                                | Рутина Веслі      |               |
| Джеймс   | Рубен Ленгдон                         |                                    |                               |                                       |                                | Трой Бейкер       |               |
| Девід    | Нолан Норт                            |                                    |                               |                                       |                                | Скотт Шеперд      |               |
| Джеррі   | Дерек Філліпс                         |                                    | Дерек Філліпс                 | Енні Вершинг                          |                                | Даррен Долинський |               |
| Френк    | немає виконавця                       |                                    |                               |                                       |                                | Мюррей Бартлетт   |               |
| Анна     | згадана                               |                                    |                               |                                       |                                | Ешлі Джонсон      |               |
| Райлі    | згадана                               | Яані Кінг                          |                               |                                       |                                | Сторм Рейд        |               |
| Еббі     |                                       |                                    | Лора Бейлі                    |                                       |                                |                   | Кейтлін Девер |
| Діна     |                                       |                                    | Шеннон Вудворд                |                                       |                                |                   |               |
| Джессі   |                                       |                                    | Стівен Чанг                   |                                       |                                |                   |               |
| Лев      |                                       |                                    | Ієн Александер                |                                       |                                |                   |               |
| Яра      |                                       |                                    | Вікторія Грейс                |                                       |                                |                   |               |
| Менні    |                                       |                                    | Алехандро Едда                |                                       |                                |                   |               |
| Овен     |                                       |                                    | Патрік Ф'юджит                |                                       |                                |                   |               |
| Мел      |                                       |                                    | Ешлі Берч                     |                                       |                                |                   |               |
| Нора     |                                       |                                    | Челсі Таварес                 |                                       |                                |                   |               |
| Айзек    |                                       |                                    | Джеффрі Райт                  |                                       |                                |                   |               |
| Кетлін   |                                       |                                    |                               |                                       |                                | Мелані Лінскі     |               |
| Перрі    |                                       |                                    |                               |                                       |                                | Джеффрі Пірс      |               |
| Марлон   |                                       |                                    |                               |                                       |                                | Грем Грін         |               |
| Флоренс  |                                       |                                    |                               |                                       |                                | Елейн Майлз       |               |

## Розробка та історія
Попередня робота над The Last of Us під кодовою назвою «Project Thing» або «T1» почалася після виходу Uncharted 2: Among Thieves у жовтні 2009 року. Вперше в історії компанії Naughty Dog розділилася на дві команди, щоб працювати над проектами одночасно; поки одна команда розробляла Uncharted 3: Drake's Deception (2011), інша почала працювати над The Last of Us. Для того, щоб забезпечити безперебійну роботу двох команд, співпрезиденти Еван Веллс і Крістоф Балестра обрали геймдиректора Брюса Стрейлі та креативного директора Ніла Дракмана, які очолили розробку The Last of Us. Стрейлі, який почав працювати в Naughty Dog у березні 1999 року, був обраний керівником проекту на основі його досвіду та роботи над попередніми проектами, тоді як Дракманн, співробітник компанії з 2004 року, був обраний за його рішучість і талант до дизайну приблизно через рік після початку виробництва гри.
Під час навчання в університеті у Дракмана виникла ідея об'єднати ігровий процес Ico (2001) з історією про зомбі-апокаліпсис, як у фільмі Джорджа Ромеро Ніч живих мерців (1968), з головним героєм, схожим на Джона Гартігана з Міста гріхів (1991-2000). Головний герой, поліцейський, мав би захищати молоду дівчину; однак, через хворобу серця головного героя, гравці часто брали на себе контроль над дівчиною, міняючись ролями. Пізніше Дракманн розвинув цю ідею під час створення історії The Last of Us. Дракманн розглядає The Last of Us як історію дорослішання, в якій Еллі пристосовується до виживання після того, як провела час з Джоелом, а також як дослідження того, наскільки батько готовий врятувати свою дитину. The Last of Us була анонсована 10 грудня 2011 року на церемонії нагородження Spike Video Game Awards разом із дебютним трейлером. Анонс викликав широке очікування в ігровій індустрії, яке журналісти пов'язували з репутацією Naughty Dog. Гра не встигла до запланованої дати релізу 7 травня 2013 року і була перенесена на 14 червня 2013 року для подальшого доопрацювання. Щоб стимулювати попередні замовлення, Naughty Dog співпрацювала з кількома роздрібними продавцями, щоб забезпечити спеціальні видання гри з додатковим контентом.
Naughty Dog почала розробку Left Behind після виходу The Last of Us з командою, приблизно вдвічі меншою за чисельністю. Після прийняття рішення про створення однокористувацького доповнення для гри, команда розробників одразу ж вирішила, що історія буде зосереджена на Еллі; вони виявили, що гравцям The Last of Us було цікаво дізнатися про події в житті Еллі до подій основної гри, особливо про події, пов'язані з Райлі Ейбель, про яку Еллі згадувала в The Last of Us. Крім того, вони виявили, що деякі гравці були зацікавлені в подіях, що відбулися між осіннім і зимовим сегментами основної гри, в яких Еллі піклується про пораненого Джоела. Це призвело до того, що команда вирішила протиставити ці дві події одна одній, відчуваючи, що це допоможе розвитку сюжету. За словами Стрейлі, команда вважала, що ця історія виправдовує розробку Left Behind. Коротші терміни розробки Залишених позаду дали команді можливість випробувати механіки та ідеї, які вони не змогли протестувати в основній грі.
Ранні концепції сюжету The Last of Us Part II були задумані ще під час розробки першої гри. Naughty Dog розпочала розробку у 2014 році, невдовзі після виходу The Last of Us Remastered. До серпня 2017 року, з виходом Uncharted: The Lost Legacy, вся команда Naughty Dog, що складалася з 350 осіб, переключилася на розробку другої частини. Дракманн керував розробкою як креативний директор і сценарист; він був співавтором історії разом з Хеллі Гросс. Стрейлі покинув Naughty Dog у 2017 році; Ентоні Ньюман і Курт Маргенау були обрані співдиректорами гри для наступної частини. Обидва були найняті під час розробки Uncharted 2 (2009); Ньюман був дизайнером ближнього бою для The Last of Us, а Маргенау був ігровим директором Uncharted: The Lost Legacy. Маргенау та Ньюман контролювали та затверджували елементи ігрового процесу, такі як дизайн рівнів та механіки. В останні місяці розробки, через пандемію COVID-19, команда працювала у віддаленому режимі. Загалом над грою працювало близько 2169 розробників у 14 студіях.
The Last of Us Part II була анонсована на заході PlayStation Experience 3 грудня 2016 року. Гра не встигла до запланованої дати виходу 21 лютого 2020 року, її перенесли на травень для додаткового доопрацювання, а згодом - на 19 червня через логістичні проблеми, спричинені пандемією COVID-19. Наприкінці квітня в мережі з'явилося кілька відео, в яких демонструвалися кадри, геймплей та важливі деталі сюжету. Дракманн написав у твіттері, що у нього «розбите серце» за фанатів і за команду, яка присвятила роки розробці. Згідно з повідомленням Джейсона Шрайера з Kotaku, розробка другої частини включала щільний графік 12-годинних робочих днів, зумовлений культурою студії; після затримки гри розробники продовжували працювати за цим графіком протягом додаткових місяців. Видавець Sony Interactive Entertainment надав розробнику додаткові два тижні для виправлення помилок.
Про існування The Last of Us Part I вперше повідомив у квітні 2021 року Джейсон Шрайєр з Bloomberg News. Анонс гри відбувся в червні 2022 року на фестивалі Summer Game Fest. Вона вийшла для PlayStation 5 2 вересня 2022 року, а для Windows - 28 березня 2023 року. Розробкою керували геймдиректор Метью Геллант і креативний директор Шон Ескейг. Галлант раніше працював бойовим дизайнером в оригінальній грі та Uncharted 4: A Thief's End (2016), а також став провідним системним дизайнером у другій частині, де він також керував розробкою функцій доступності. Ескайґ був провідним кінематографічним аніматором The Last of Us - його першої гри - і креативним директором The Lost Legacy, після чого працював креативним директором і співавтором Marvel's Avengers (2020) у Crystal Dynamics, а потім повернувся до Naughty Dog у квітні 2021 року. Розділивши їхні режисерські обов'язки, Ескайґ взяв на себе відповідальність за кінематограф. Галлант виявив, що він резонує з темами набагато тісніше, ніж під час розробки оригінальної гри, ставши за цей час батьком. За словами Ескайґа, команда підійшла до ремейку «як до любовного листа нашим фанатам, франшизі та самим собі як розробникам»; вони відчували відповідальність за збереження її суті та якості.
Для Part II, як і у випадку з першою грою, планувався багатокористувацький режим; у червні 2018 року Ентоні Ньюман та Курт Марґенау, співдиректори Part II, підтвердили розробку режиму на виставці E3. У вересні 2019 року креативний директор і співсценарист Ніл Дракманн та одна з провідних дизайнерів Part II Емілія Шац оголосили, що гра буде сфокусована лише на однокористувацькій кампанії; пізніше Naughty Dog опублікувала офіційну заяву, що підтверджувала їхнє твердження, і додатково зазначила, що робота над багатокористувацьким режимом триває окремо. Після випуску Part II у 2020 році кількість вакансій студії, пов'язаних із багатокористувацькою грою, збільшилася. Під час Summer Game Fest у червні 2022 року Дракманн підтвердив, що гра буде випущена окремо, і представив перший концепт-арт. Він повідомив, що проєкт є «таким же великим», як і однокористувацькі ігри Naughty Dog, зазначивши, що багатокористувацька гра матиме нових персонажів і новий сетинг в Сполучених Штатих, імовірно Сан-Франциско, судячи з концепт-арту. Ньюман та Вініт Аґарвал працювали над проєктом як співдиректори, а Джозеф Петтінаті був сценаристом. Згідно з Джейсоном Шраєром із Bloomberg News, темп виробництва було сповільнено у травні 2023 року, а багатьох розробників перевели до інших проєктів, тоді як Sony переглянула напрям гри; на прохання компанії, її дочірня студія Bungie провела оцінювання проєкту та висловила сумніви в його здатності підтримувати зацікавленість гравців протягом тривалого періоду часу. У жовтні видання Kotaku повідомило, що розробка гри була «фактично заморожена» (англ. basically on ice) після скорочень в студії. У грудні Naughty Dog оголосила про скасування гри під назвою The Last of Us Online, зазначивши, що амбітний масштаб проєкту потребував би від студії спрямувати всі ресурси на розробку контенту після його випуску, а не на майбутні однокористувацькі ігри.
До квітня 2021 року Дракманн і Гросс написали план сюжету для продовження Частини II, але зазначили, що вона не перебуває в активній розробці. У січні 2023 року Дракманн сказав, що «є ще багато історій, які потрібно розповісти».

## Сприйняття
Загалом, серія The Last of Us отримала схвальні відгуки критиків та була комерційно успішною. Перша гра отримала «загальне визнання», за версією агрегатора рецензій Metacritic, вона є п'ятою за рейтингом грою для PlayStation 3 на Metacritic, а Remastered - третьою за рейтингом грою для PlayStation 4. Гра з'явилася у кількох річних списках найкращих ігор 2013 року, отримавши найвищі нагороди на 41-й церемонії вручення премії «Енні», 10-й церемонії вручення премії Британської академії відеоігор, 17-й щорічній церемонії вручення премії D.I.C.E. Awards та 14-й щорічній церемонії вручення премії Game Developers Choice Awards. Вона вважається однією з найвизначніших відеоігор сьомого покоління і входить до переліку найкращих відеоігор усіх часів. The Last of Us Part II також отримала «загальне визнання» за версією Metacritic. Вона отримала понад 320 нагород «Гра року», що кілька видань вважають рекордним показником, перемігши на The Game Awards 2020, 32-й щорічній церемонії вручення премій GLAAD Media Awards, 38-й Golden Joystick Awards та 6-й Annual Titanium Awards. За даними Metacritic, Left Behind і версія Частини I для PlayStation 5 отримали «загалом схвальні відгуки», тоді як Windows-версія Частини I отримала "змішані або середні" відгуки - найнижчий рейтинг, який коли небудь отримувала Naughty Dog - і була розкритикована за оптимізацію, системні вимоги та проблеми з продуктивністю.
Ігри The Last of Us отримали високу оцінку за свої історії. Колін Моріарті з IGN назвав її однією з найвизначніших особливостей першої гри, а Девід Мейклхем з PlayStation Official Magazine написав, що темп розвитку подій сприяв вражаючому впливу історії. Том Мак Ші з GameSpot визнав історію Left Behind проникливою, а Генрі Гілберт з GamesRadar+ описав її як «періодично напружену, трагічну, гумористичну і навіть гостру». Енді Макнамара з Game Informer вважав, що сценаристи передали теми з «ретельним нюансуванням і непохитною емоційністю», а Семмі Баркер з Push Square особливо похвалив використання флешбеків та історій, що перетинаються; і навпаки, Алекс Авард з GamesRadar+ вважав, що оповідь втратила динаміку через спроби завершити кожну сюжетну нитку, а Медді Майерс з Polygon і Райлі Маклеод з Kotaku виявили, що гра неодноразово розкриває теми, не даючи гравцеві можливості впливати на їхні рішення. За свою роботу над серією Дракманн отримав кілька нагород, зокрема дві нагороди від D.I.C.E. Awards, Game Developers Choice Awards, SXSW Gaming Awards та Writers Guild of America Awards.
Критики високо оцінили персонажів серії. Стосунки між Джоелом та Еллі в першій грі були високо оцінені; Метт Хелгесон з Game Informer знайшов їх впізнаваними та гострими, а Девід Мейклхем з OPM вважає їх найкращими персонажами будь-якої гри для PlayStation 3. Похвалу отримали стосунки Еллі та Райлі у Залишених позаду, а також стосунки Еллі та Діни у другій частині. Кірк Маккінд з VG247 описав кожного персонажа другої частини як «складного і людяного», а Кріс Картер з Destructoid відчув емпатію до головних героїв. Гра акторів була високо оцінена, особливо Троя Бейкера в ролі Джоела, Ешлі Джонсон в ролі Еллі та Лори Бейлі в ролі Еббі: за Останніх з нас Бейкер отримав нагороду за Найкращу чоловічу роль на Spike VGX, а Джонсон отримала нагороду D.I.C.E. Award за Видатне виконання ролі персонажа. Джонсон отримала дві поспіль нагороди Британської академії ігор як Виконавиця за Останніх з нас і Залишених позаду, а також була номінована на нагороду за Частину II, але програла Бейлі за виконання ролі Еббі; Бейлі виграла нагороду за Найкращу жіночу роль на церемонії вручення Game Awards 2020 проти Джонсон.
Рецензенти здебільшого розглядали The Last of Us, Part II та Part I як графічні вітрини для PlayStation 3, PlayStation 4 та PlayStation 5 відповідно. Енді Келлі з Computer and Video Games назвав художнє оформлення першої гри «видатним», а Олі Велш з Eurogamer - «приголомшливим». Кеза Макдональд з The Guardian описала графіку Частини II як «ретельну та вражаючу». Джонатон Дорнбуш з IGN високо оцінив здатність світу розповідати додаткові історії. Ендрю Вебстер з The Verge порівняв покращену графіку першої частини з сучасними блокбастерами, а Джош Толентіно з Siliconera написав, що вона відповідає його пам'яті про оригінал. Перша гра отримала нагороду D.I.C.E. за видатні досягнення в художній режисурі, а Частина II - за найкращий візуальний дизайн на 38-й церемонії вручення премії Golden Joystick Awards; обидві гри були номіновані на премію Британської академії ігор за мистецькі досягнення та на премію Game Developers Choice Award за найкраще візуальне мистецтво. Частина I отримала нагороду за видатні візуальні ефекти в проєкті в реальному часі на 21-й церемонії нагородження Visual Effects Society Awards.
Багато рецензентів вважали, що бої в грі освіжаюче відрізняються від інших ігор. Хелгесон з Game Informer високо оцінив вразливість під час боїв, а Моріарті з IGN вважав, що система крафтингу допомагає в бою, а остання сприяє емоційній цінності оповіді, змушуючи відчувати ворогів «людьми». Стейс Гарман з Eurogamer високо оцінила здатність Left Behind пов'язати ігровий процес з історією, хоча послідовність геймплея наприкінці гри отримала певну критику за те, що вона здається неприродною та вимушеною. Авард з GamesRadar+ вважав, що нова ігрова механіка другої частини представляє рівень ретельності та автентичності, характерний для Naughty Dog. Майкл Лері з Game Revolution високо оцінив узгодженість між ігровим процесом і розповіддю, а також здатність першого викликати емпатію. Покращення ігрового процесу в першій частині були відзначені за реалістичність та інтенсивність; деякі рецензенти вважали, що бої не йдуть у порівняння з боями в другій частині, хоча й визнали їх значним покращенням оригіналу. The Last of Us отримала нагороду Game Developers Choice Award за найкращий дизайн, на яку було номіновано сиквел. Обидві гри були номіновані на премію Британської академії ігор за ігровий дизайн, а Частина II отримала першу нагороду «Інновації в доступності» на церемонії The Game Awards 2020.

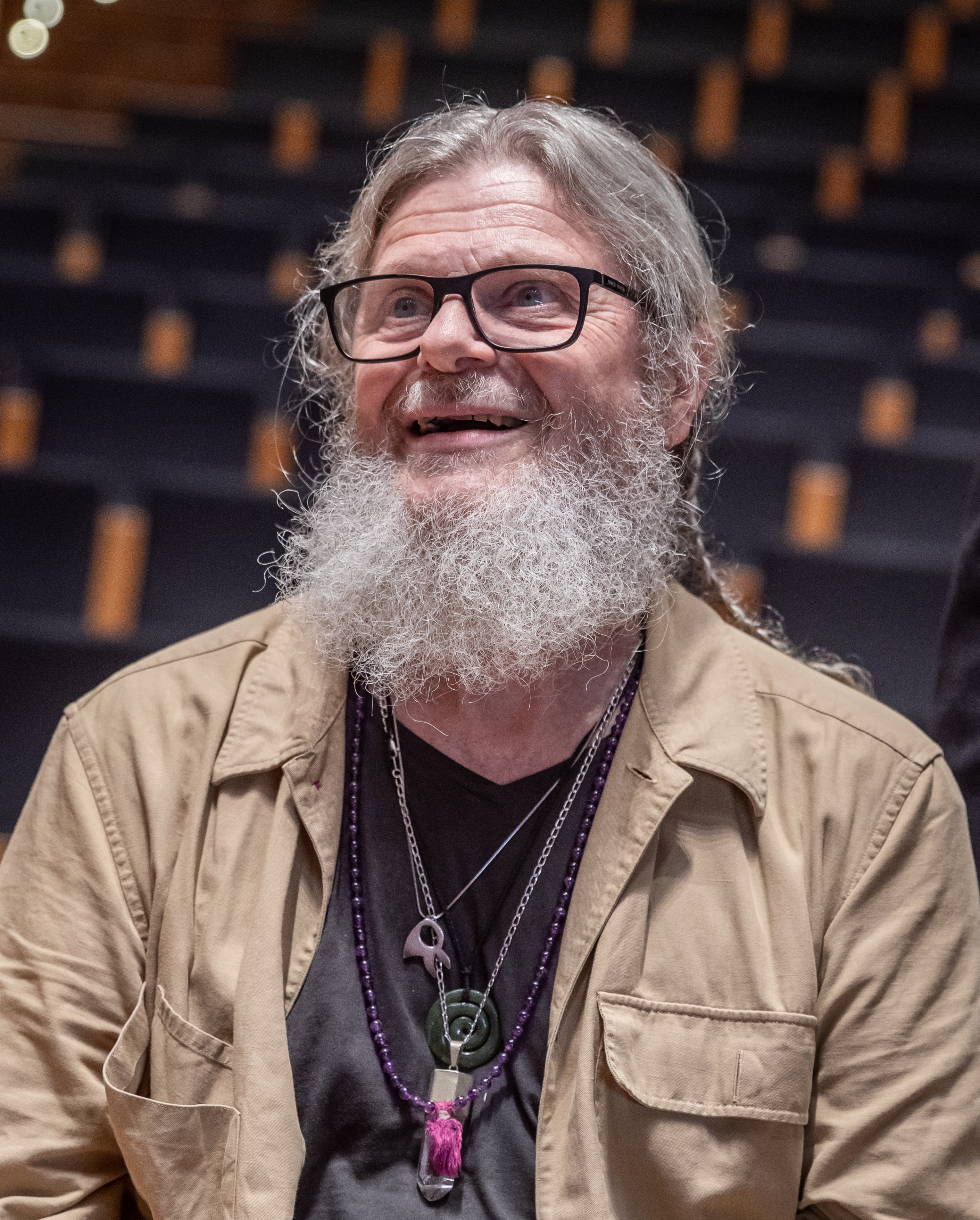
Робота композитора Густаво Сантаолальї над обома іграми була високо оцінена і нагороджена за покращення сюжетів.

Використання звуку в іграх було високо оцінено за його вражаючий вплив на ігровий процес; Велш з Eurogamer вважав звукове оформлення першої гри значно кращим, ніж в інших іграх, а Роб Закні з Vice вважав, що звукове оформлення другої частини зробило обстановку більш реалістичною, чого іноді не вдавалося зробити візуальним ефектам. Використання 3D-аудіо в першій частині змусило деяких рецензентів грати без звуку чи навушників; Авард з GamesRadar+ вважає, що це зробило заражених ще більш жахливими. Перша гра отримала нагороди за звуковий дизайн на преміях Британської академії ігор, D.I.C.E. Awards, Game Audio Network Guild Awards та SXSW Gaming Awards; сиквел переміг на Game Audio Network Guild Awards та Golden Joystick Awards, а також отримав номінації на кількох інших преміях. Деякі рецензенти назвали музику Сантаолальї для обох ігор «переслідувальною»; Джим Стерлінг з Destructoid вважав, що вона доповнює ігровий процес у першій грі, а Дорнбуш з IGN знайшов її зворушливою у другій. Перша гра отримала нагороду за найкращий музичний супровід на SXSW Gaming Awards, а друга - за найкращий OST на Titanium Awards; обидві гри отримали музичні номінації на премії Британської академії ігор, Game Audio Network Guild Awards та New York Game Awards.
Серія отримала похвалу за зображення жіночих та ЛГБТ-персонажів. Джейсон Кіллінгсворт з Edge знайшов відсутність сексуалізованих жіночих персонажів у першій грі освіжаючою, а Еллі Гібсон з Eurogamer похвалила Еллі як «іноді сильну, іноді вразливу, але ніколи не клішовану». Сем Ейнхорн з GayGamer.net вважає, що розкриття сексуальності Білла «збагатило персонажа... але не зробило його стереотипним», а американська організація GLAAD назвала Білла одним з «найбільш інтригуючих нових ЛГБТ-персонажів року». Поцілунок Еллі та Райлі у Залишених позаду Кірк Гамільтон з Kotaku назвав «проривним моментом» і «великою подією», а Кеза Макдональд з IGN - «красивим, природним і смішним». Деякі члени трансґендерної спільноти заперечували проти зображення Лева з другої частини, трансґендерного допоміжного персонажа; критика була зосереджена на лиходіях, які використовують його мертве ім'я, на тому, що персонаж був створений цисґендерними сценаристами, і на використанні трансісторій як трагедій. Стейсі Хенлі з VG247 відповіла, що мертве ім'я Лева використовується рідко, а Ієн Александер, актор-трансгендер, озвучив персонажа і надав захоплення руху; Вейверлі з Paste похвалив вибір актора-трансгендера на роль Лева, але вважає, що було зроблено занадто великий акцент на його гендерній ідентичності і стражданнях, яких він зазнав через це.
The Last of Us - одна з найбільш продаваних ігор для PlayStation 3, а Remastered і Part II - серед найбільш продаваних ігор для PlayStation 4. Перша гра була продана в кількості понад 1,3 мільйона одиниць протягом семи днів і 3,4 мільйона протягом трьох тижнів, що стало найбільшим запуском оригінальної гри з часів L.A. Noire 2011 року. Це була десята найбільш продавана гра 2013 року. До квітня 2018 року The Last of Us і Remastered були продані загальним накладом 17 мільйонів копій. The Last of Us Part II розійшлася по всьому світу накладом понад чотири мільйони копій у вихідні, ставши найшвидше продаваним ексклюзивом для PlayStation 4, випередивши за той самий період Marvel's Spider-Man 3,3 мільйона і God of War 3,1 мільйона копій. До червня 2022 року Частина ІІ була продана накладом понад десять мільйонів копій по всьому світу. Станом на грудень 2022 року франшиза була продана накладом понад 37 мільйонів копій.